# ツイズティッド
ツイズティッド (Twiztid) とは、アメリカ合衆国のラップデュオである。ミシガン州, ウォーレンにて結成。メンバーは"ジェイミー・スパニオーロ"と"ポール・メトリック"の二人で、1997年のデビュー以降、非常にコンスタントにスタジオアルバムをリリースしている。ホラー映画に影響を受けた世界観や、攻撃的なリリックが持ち味で、ホラーコアに分類される事が多い。また、
インディーズでの活動を中心に行ってきたが、その人気はアンダーグランドに留まらず、2009年発表のアルバム『W.I.C.K.E.D.』は全米ビルボード200にて初登場11位を記録した。なお、1997年から15年間以上"サイコパシック・レコード"に在籍した経験があり、その高い人気から同レーベルの看板的存在だったが、2012年に脱退している。

## 現在のメンバー
- ジェイミー・スパニオーロ (ジェイミー・マドロックス)
- ポール・メトリック (モノキサイド)

## ディスコグラフィー
- Mostasteless (1997)
- Freek Show (2000)
- Mirror Mirror (2002)
- The Green Book (2003)
- Man's Myth (2005)
- Mutant (2005)
- Independents Day (2007)
- W.I.C.K.E.D. (2009)
- Heartbroken & Homicidal (2010)
- Abominationz (2012)